# Таггарт, Тамара
Тама́ра Та́ггарт (англ. Tamara Taggart; 2 мая 1968, Ванкувер, Британская Колумбия, Канада) — канадская журналистка, телеведущая и актриса.

## Биография
Тамара Таггарт родилась в Ванкувере (провинция Британская Колумбия, Канада).
Тамара окончила «B.C. Institute of Technology».

## Карьера
В 2000—2007 годах Тамара сыграла в 11-ти фильмах и телесериалах, включая роль репортёра в фильме «И пришёл паук» (2001).
С 2011 она работала будничной ведущей на «CTV News» в «Новости в 6 с Майком Киллином» на CIVT-DT (CTV British Columbia) в Ванкувере, Британская Колумбия. В 2018 была уволена с канала вместе с Майком Киллином.
В декабре 2018 года номинировалась кандидатом в депутаты Парламента Канады от Либеральной партии Канады.

## Личная жизнь
С 4 февраля 2006 года Тамара замужем за гитаристом Дейвом Дженном. У супругов есть трое детей: сын Беккетт Дженн (род.02.08.2007) и две дочери — Зоэ Дженн (род.24.09.2008) и Поппи Дженн (род.16.08.2010).

## Избранная фильмография
| Год  |   | Русское название      | Оригинальное название   | Роль              |
| ---- | - | --------------------- | ----------------------- | ----------------- |
| 2001 | ф | И пришёл паук         | Along Came a Spider     | репортёр          |
| 2002 | ф | Хэллоуин: Воскрешение | Halloween: Resurrection | репортёр новостей |
| 2002 | ф | Они                   | They                    | диктор № 3        |